# سانت‌آنجلو دی پیووه دی ساکو
سانت‌آنجلو دی پیووه دی ساکو (به ایتالیایی: Sant'Angelo di Piove di Sacco) یک کومونه در ایتالیا است که در استان پادووا واقع شده‌است. سانت‌آنجلو دی پیووه دی ساکو ۱۴٫۰ کیلومتر مربع مساحت و ۶٬۹۸۶ نفر جمعیت دارد و ۸ متر بالاتر از سطح دریا واقع شده‌است.